# Zbigniew Deluga

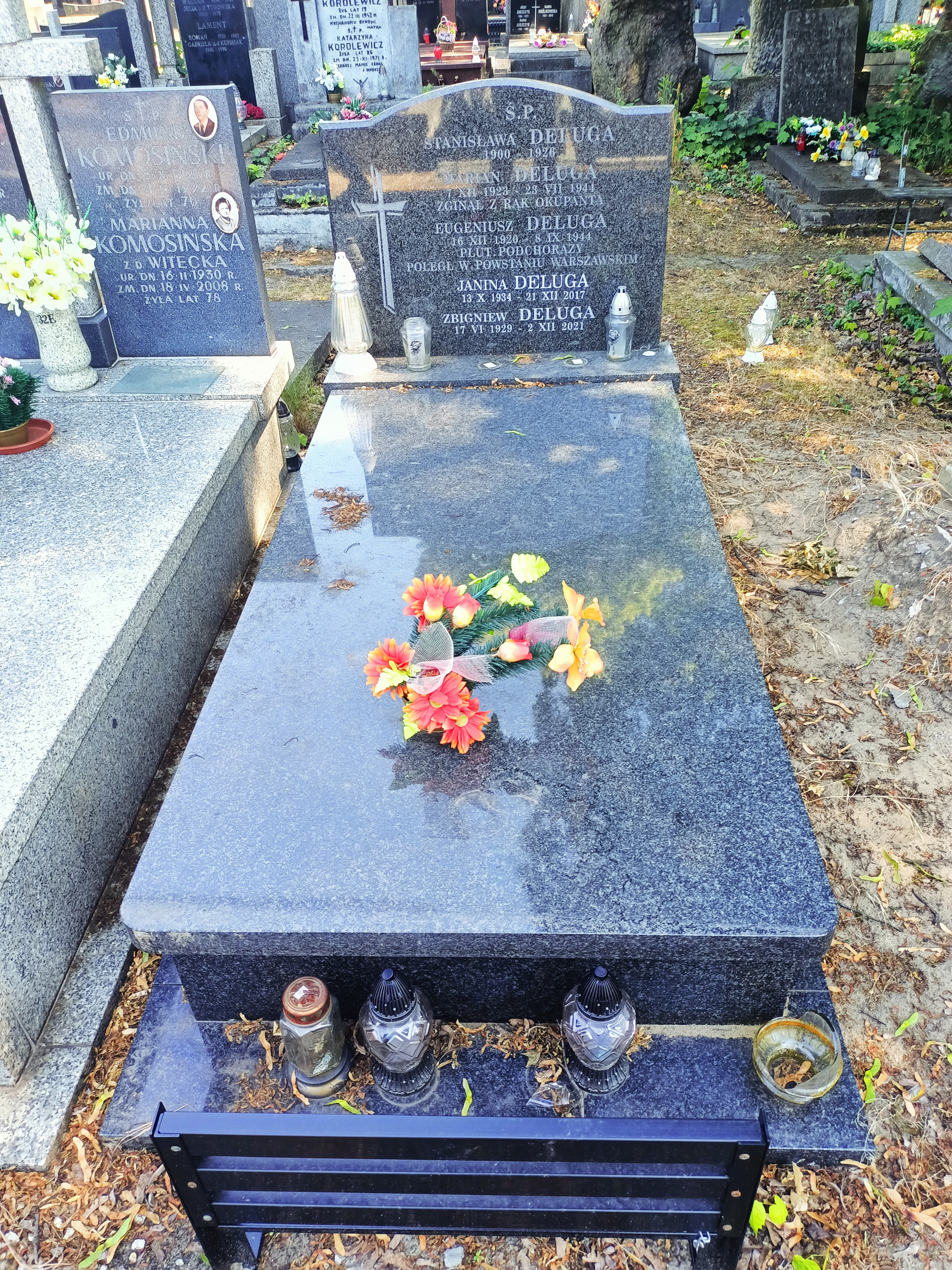
Grób na Cmentarzu Bródnowskim w Warszawie

Zbigniew Deluga (ur. 17 czerwca 1929 w Warszawie, zm. 2 grudnia 2021 w Warszawie) – polski lekkoatleta i działacz sportowy, medalista mistrzostw Polski.

## Życiorys
W młodości trenował lekkoatletykę, m.in. w barwach Ogniwa Warszawa. W 1950 zdobył brązowy medal mistrzostw Polski w sztafecie 4 x 100 metrów.
Był działaczem Polskiego Związku Lekkiej Atletyki, m.in. członkiem jego zarządu, członkiem Centralnego Kolegium Sędziów i członkiem honorowym. Poza komisją sędziowską pracował także w komisji technicznej, zajmował się opiniowaniem obiektów lekkoatletycznych, przygotowywał regulaminy zawodów sportowych, był też delegatem technicznym z ramienia PZLA. W 1969 był kierownikiem reprezentacji Polski podczas europejskich igrzysk halowych.
Był pracownikiem Instytutu Przemysłu Organicznego.
W 2004 został odznaczony Krzyżem Oficerskim Orderu Odrodzenia Polski. Pochowany na cmentarzu Bródnowskim (kwatera 32E-6-15).